# Långevatten (Bergums socken, Västergötland)
Långevatten är en sjö i Göteborgs kommun i Västergötland och ingår i Göta älvs huvudavrinningsområde. Sjön är 10,5 meter djup, har en yta på 0,065 kvadratkilometer och befinner sig 116 meter över havet.

## Bilder

Långevatten
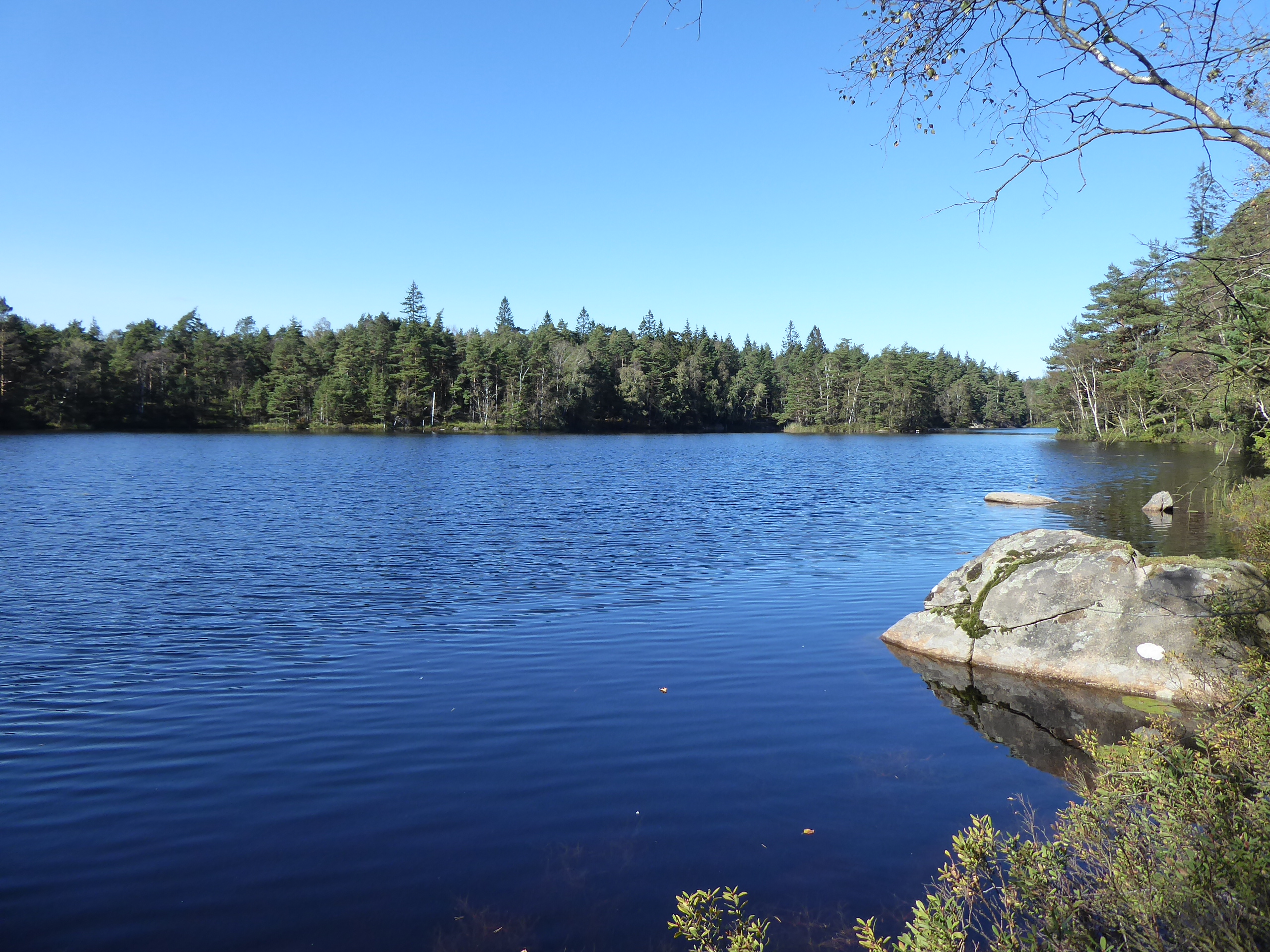
Långevatten från sydöst i september 2024.
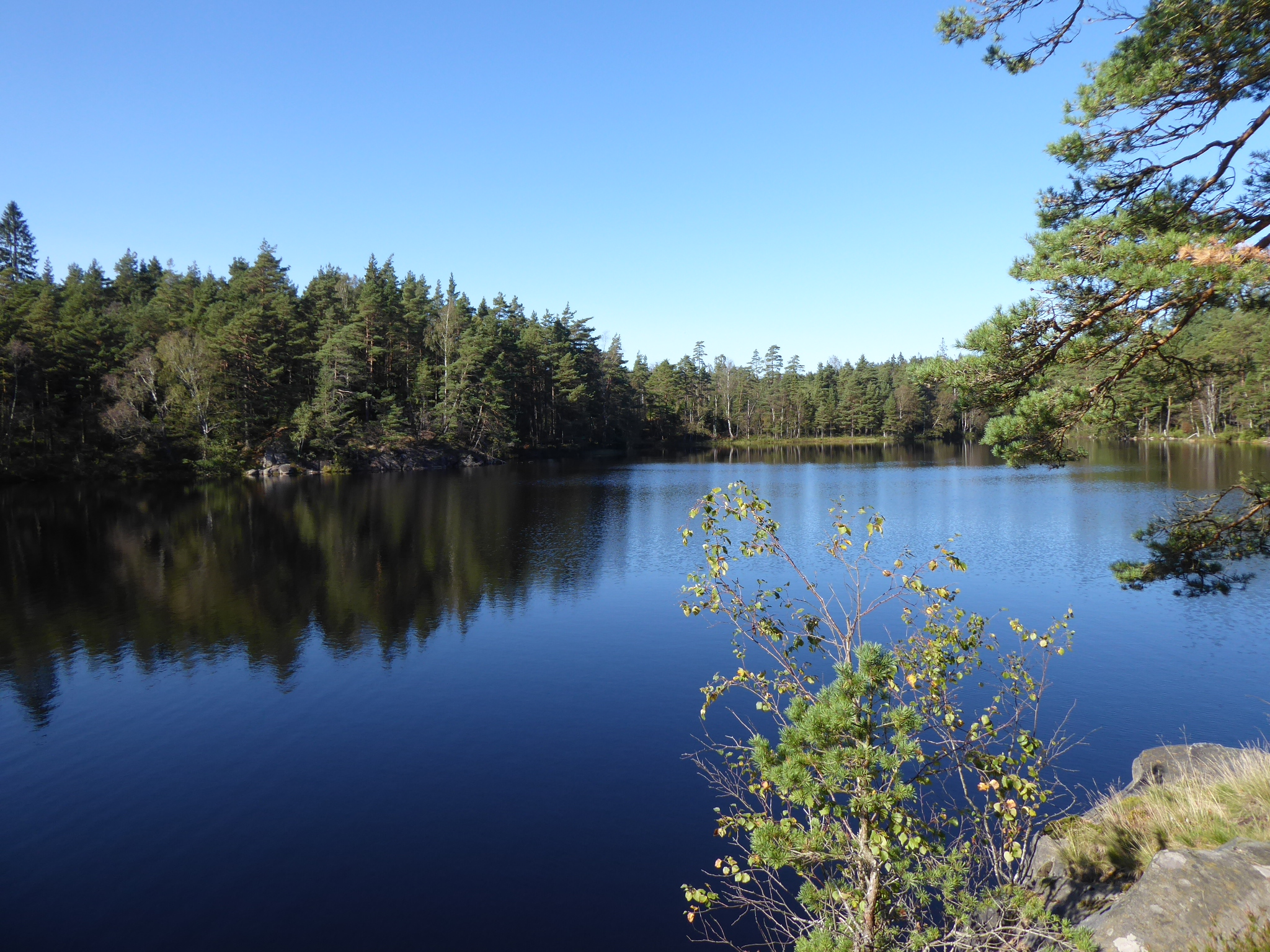
Långevatten österifrån i september 2024.
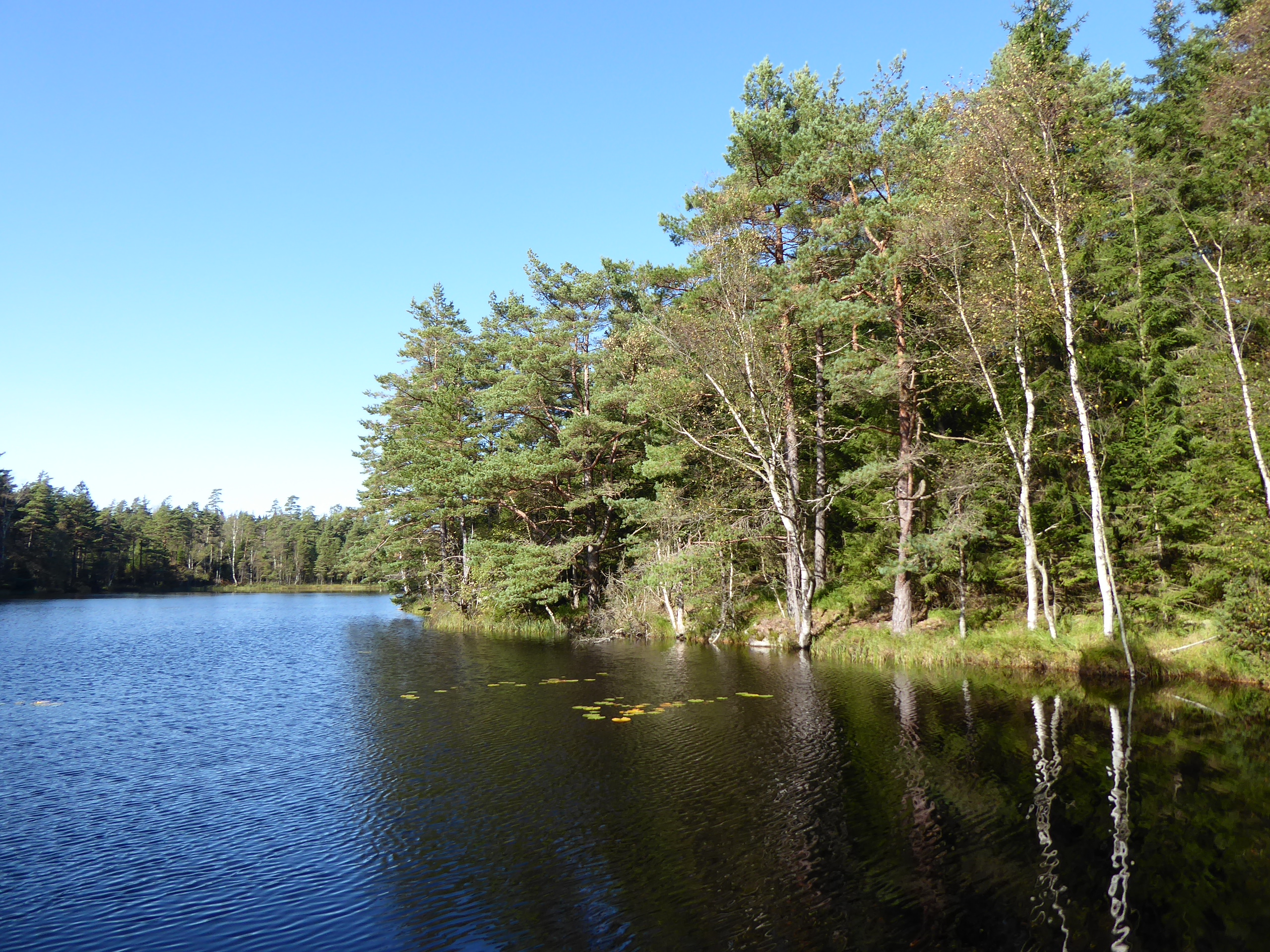
Långevatten från nordöst i september 2024.
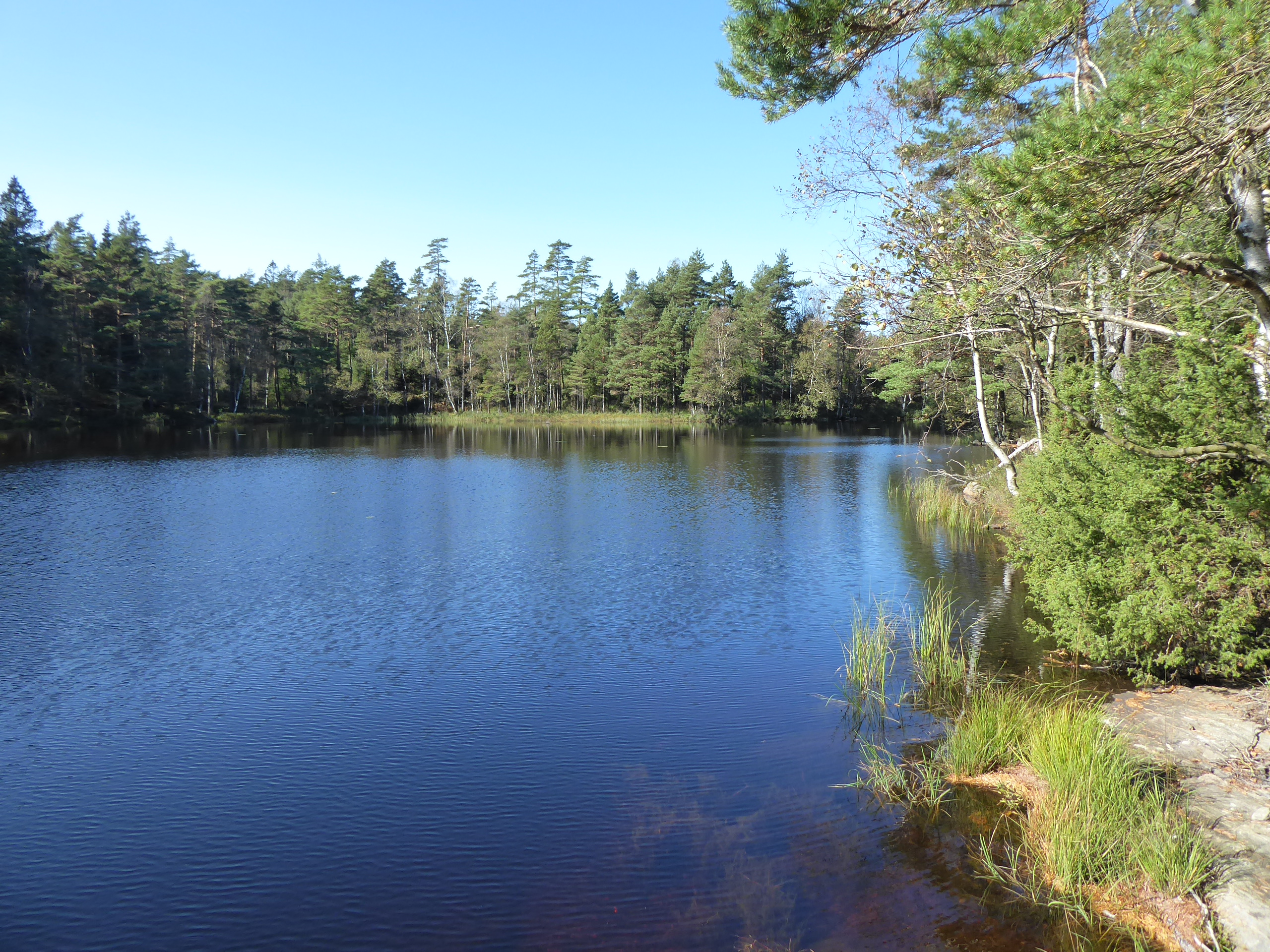
Långevatten från nordöst i september 2024.
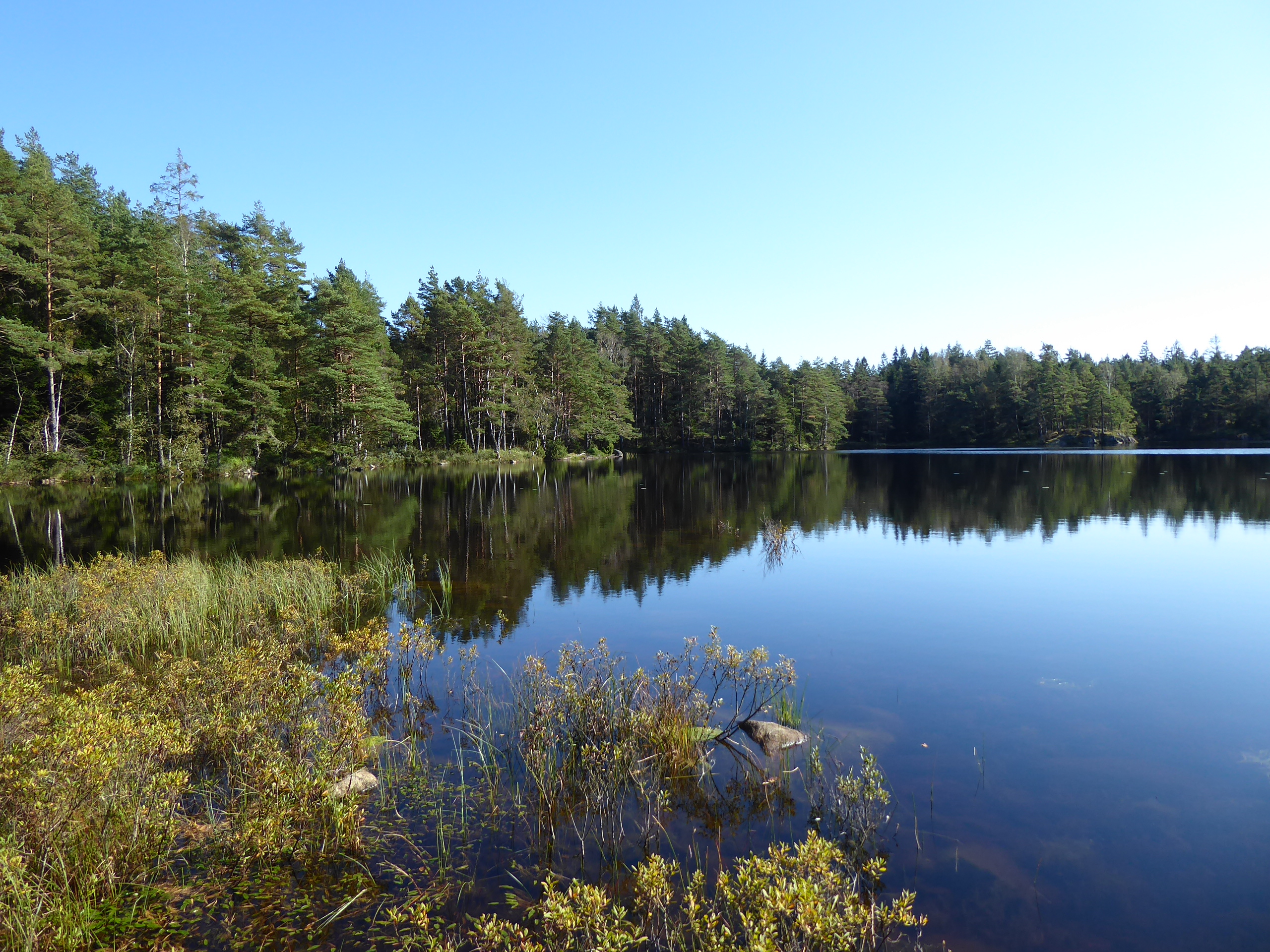
Långevattens nordvästra del i september 2024.
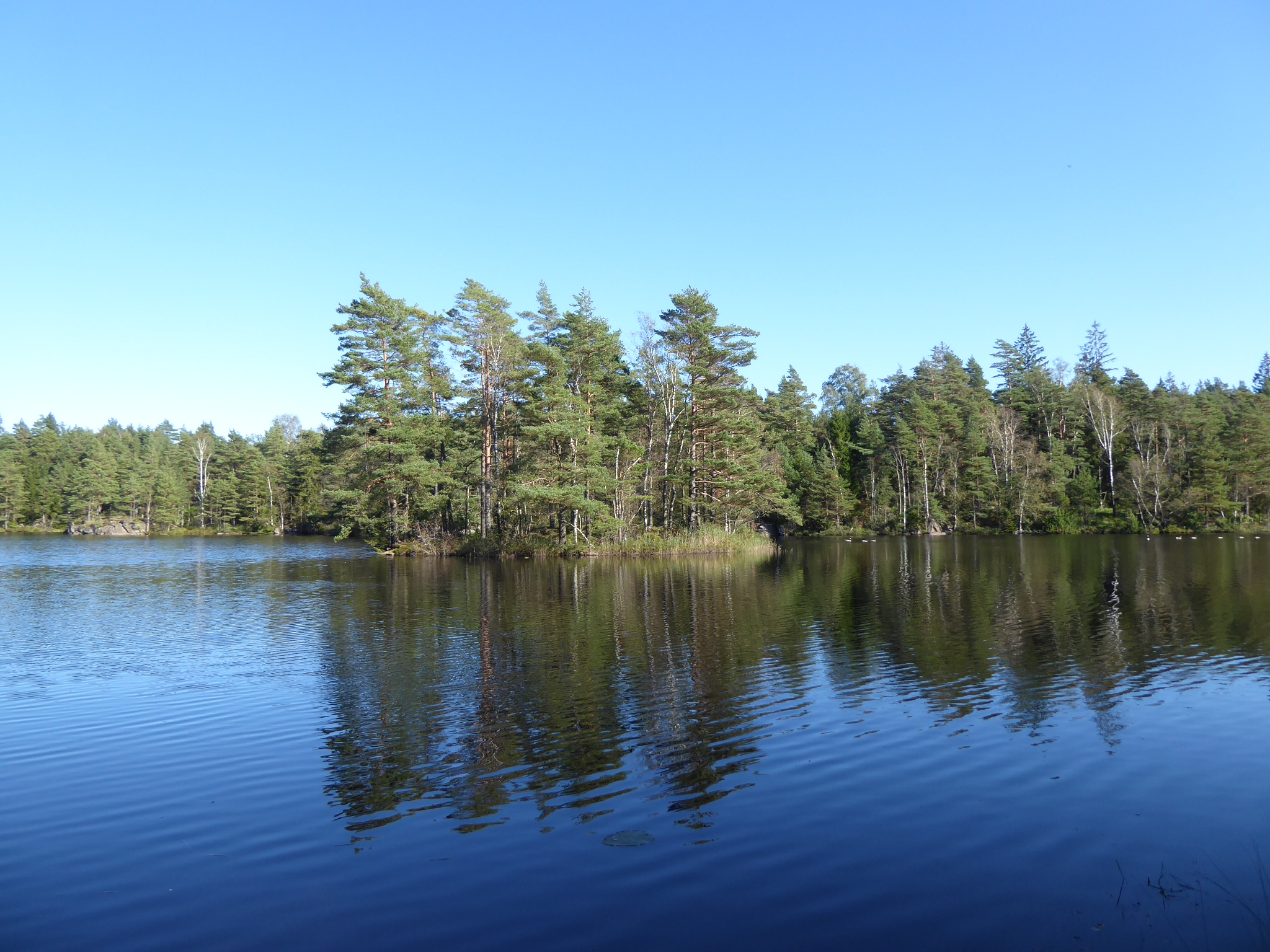
Den lilla ön i Långevatten västerifrån i september 2024.